# Cámara Nacional del Autotransporte de Carga
 La Cámara Nacional del Autotransporte de Carga (1989) es una institución pública y autónoma, con personalidad jurídica y patrimonio propio, especializada en la prestación de servicios a los autotransportistas de carga.

## Historia y desarrollo
Desde el inicio del nuevo sexenio presidencial en 1988 y con él la inserción de la era de la globalización en México, el entonces gobierno de Carlos Salinas de Gortari inició la desregularización y liberalización de todas las actividades productivas; desincorporando empresas del Estado que durante muchos años se consideraron estratégicas para transformar radicalmente las estructuras de las organizaciones corporativas.
Uno de los primeros sectores que se involucró en este proceso fue el autotransporte. 
Es así como el 8 de junio de 1989 en una Asamblea General Extraordinaria, los autotransportistas del sector de carga regular, acuerdan, entre otros asuntos,  emprender las acciones necesarias para  la constitución de   la   Cámara
Nacional   del   Autotransporte   de   Carga   y   concertar   con   las   autoridades correspondientes el Programa para la Modernización del Autotransporte de Carga. Constituyéndose más adelante como institución pública y  autónoma, con personalidad jurídica y patrimonio propio, especializada en la prestación de servicios a los autotransportistas de carga.
De ese modo, el 6 de julio de ese año, fungiendo como testigo de honor el entonces presidente de la República, los secretarios de Comunicaciones y Transportes, así como los de Comercio y Fomento Industrial en representación del gobierno federal, la Cámara Nacional de Transportes y Comunicaciones, los representantes del sector de carga regular y el sector de carga especializada, se suscribió el Convenio de Concertación de Acciones para la Modernización Integral del Autotransporte Federal de Carga.
Finalmente, el 25 de septiembre de 1989 concluye el proceso de creación de CANACAR, misma que obtuvo su registro ante la Secretaría de Comercio y Fomento Industrial, cuya autorización fue publicada en el Diario Oficial de la Federación del 29 de septiembre de ese mismo año.
Con lo anterior, se inició así la disolución de la Cámara Nacional de Transportes y Comunicaciones, cuya liquidación se publicó el 23 de octubre del año antes mencionado.
La CANACAR representó la respuesta de los transportistas de carga para enfrentar organizadamente la política de desregulación del servicio y evitar la dispersión y atomización del sector.
Consecutivamente, con la desregulación desapareció la obligatoriedad de pertenecer a las centrales de carga; la estructura de servicios regulares por ruta y el especializado por producto; así como la obligatoriedad de las tarifas, para que a partir de entonces estas se fijasen libremente por la oferta y la demanda.
También se abrogaron los Comités Estatales o Regionales y los Comités Técnicos de Autotransporte Federal que desde 1977 concedían los permisos para la prestación de servicios y a su vez, se regularizaron los trabajadores sin concesiones ni permisos.
Con esta iniciativa, los transportistas pasaron de ser concesionarios a permisionarios
En lo fiscal, desaparecieron las bases Especiales de Tributación y en una negociación sin precedentes, la CANACAR logró ante la Secretaría de Hacienda y Crédito   Público el diseño del llamado Régimen Fiscal Simplificado que reconociendo las particularidades de operación del autotransporte, facilitó con ello, el cumplimiento de obligaciones hacendarias. 
A su vez, logró convenios con el IMSS y el INFONAVIT para simplificar administrativamente el pago de las cuotas obrero-patronales ante esas organizaciones.
Paralelamente, la CANACAR reuniones periódicas, a través de las Conferencias de Transporte de América del Norte con Estados Unidos (American Trucking Association) y Canadá (Canadian Trucking
Association); marcaron el inicio de una relación que con el tiempo, en 1994, permitió el surgimiento de la Alianza de América del Norte con sede en el Estado de Virginia, Washington.
Un evento que marcó la historia de la Cámara, fue la Convención Nacional de Delegados, en el que más de 30 delegados de todo el país se dieron cita en Acapulco, Guerrero en el 2001 para analizar la situación actual de la institución gremial, sus oportunidades de mejora y los retos que debía enfrentar a corto, mediano y largo plazo.
En el marco de la convención, los delegados manifestaron estar conscientes de que es indispensable mejorar la operación de la cámara tomando acuerdos de importancia para dar un mejor servicio a los agremiados.
Actualmente, la CANACAR se ha visto envuelta en polémicas con respecto a las tarifas de consumo, huelgas y falta de servidores públicos.

### Misión
Representar los intereses de la industria del autotransporte nacional de carga, proyectando y promoviendo su integración, profesionalización y desarrollo.

### Visión
Ser reconocida como la institución representativa de todo el autotransporte de carga a nivel nacional, ejerciendo la interlocución ante organismos públicos y privados nacionales e internacionales, participando activamente en la formulación y aplicación del marco jurídico, y proporcionando servicios de calidad a nuestros asociados para fortalecer la competitividad de la industria.

### Objetivos
• Ejercitar los derechos de petición ante las autoridades correspondientes para, en su caso, solicitar la expedición, modificación o derogación de leyes, reglamentos y disposiciones administrativas que afecten o impidan la modernización, fomento, realización y desarrollo de nuestra industria.
• Participar en todo foro o comisión que se relacione con la legislación, operación, desarrollo y fomento del autotransporte de carga. Defender los intereses generales y particulares de los autotransportistas de carga y prestar los servicios que nuestros estatutos establecen.

### Valores
• Legalidad
• Lealtad
• Congruencia
• Equidad
• Unidad
• Honestidad
• Respeto